# Майконир
Майкони́р (каз. Майқоңыр) — село у складі Іртиського району Павлодарської області Казахстану. Адміністративний центр та єдиний населений пункт Майконирської сільської адміністрації.
Населення — 342 особи (2021; 612 у 2009, 743 у 1999, 1286 у 1989).
Національний склад станом на 1989 рік:
- казахи — 58 %.

До 2006 року село називалось Кутузова, станом на 1989 рік — Кутузова.